# Witold Mazurek
Witold Mazurek (ur. 19 października 1975 w Przemyślu) – polski dr hab. nauk społecznych w dyscyplinie nauki o bezpieczeństwie. Profesor Akademii Ignatianum w Krakowie (AIK) oraz Szkoły Głównej Mikołaja Kopernika. Emerytowany pułkownik służb specjalnych specjalizujący się w zagadnieniach fenomenu bezpieczeństwa państwa.

## Życiorys
Witold Mazurek jest doktorem habilitowanym w dyscyplinie nauk o bezpieczeństwie oraz profesorem nadzwyczajnym Akademii Ignatianum w Krakowie i Szkole Głównej Mikołaja Kopernika. Doświadczenie nabyte w trakcie pracy naukowej i zawodowej umożliwiają mu interdyscyplinarne ujęcie fenomenu bezpieczeństwa. Jest absolwentem LO w Dubiecku, Uniwersytetu Pedagogicznego im. Komisji Edukacji Narodowej w Krakowie, studiów podyplomowych na Uniwersytecie Warszawskim o kierunku Bezpieczeństwo Narodowe oraz Master Business of Administration na Uczelni Nauk Społecznych w Łodzi. Stopień naukowy doktora uzyskał na Uniwersytecie Przyrodniczo-Humanistycznym w Siedlcach (promotorka – Bożena Muchacka), a doktora habilitowanego w Wyższej Szkole Policji w Szczytnie. Odbył staż w Biurze Bezpieczeństwa Narodowego. Swoją karierę w służbach mundurowych rozpoczął od szkolenia wojskowego dla Podchorążych, zdając egzamin oficerski w Wyższej Szkole Oficerskiej Wojsk Lądowych imienia generała Tadeusza Kościuszki w Poznaniu. W 2002 roku wstąpił do Służby Więziennej (AŚ w Krakowie ul. Montelupich), gdzie służył do 2007 roku, w trakcie której ukończył Szkołę Oficerską SW. W latach 2007–2015 służył jako oficer w Agencji Bezpieczeństwa Wewnętrznego (ABW). W latach 2014–2024 pracował w Służbie Kontrwywiadu Wojskowego (SKW). W 2015 r. został oddelegowany na stanowisko Naczelnika Wydziału ds. Służby Więziennej w Ministerstwie Sprawiedliwości. W lutym 2022, za szczególne zasługi dla oświaty i wychowania, odznaczony Medalem Komisji Edukacji Narodowej. W 2023 r odznaczony Odznaką honorowąza zasługi dla rozwoju Gospodarki Rzeczypospolitej Polskiej (Nr dyplomu ZRG – 108/3/2023). 
We wrześniu 2022 został powołany na stanowisko Zastępcy Dyrektora Departamentu Współpracy Międzynarodowej w Ministerstwie Edukacji i Nauki. Promotor ponad 100 prac licencjackich i magisterskich, promotor pomocniczy doktoratów, recenzent. 
Współtwórca Akademii Kopernikańskiej oraz od 2023 r. dyrektor jej Biura.

## Najważniejsze publikacje
Monografie:
- M. Miąsko, W. Mazurek, Uwarunkowania prawne organizacji i realizacji strzelnic w Polsce. Stan prawny na marzec 2024 r., ISBN 978-83-67201-50-6, eISBN ISBN 978-83-67201-51-3
- W. Mazurek, Oblicza bezpieczeństwa państwa. Bezpieczeństwo i ochrona infrastruktury krytycznej. Wybrane aspekty, ISBN 978-83-67201-46-9, eISBN 978-83-67201-47-6 (w druku)
- W. Mazurek, M. Miąsko, Analiza zasad wypłaty świadczeń oraz innych dodatków funkcjonariuszom służby wywiadu wojskowego oraz służby kontrwywiadu wojskowego oddelegowanym poza SKW,  Jagielloński Instytut Wydawniczy Sp. z o.o., Toruń 2023, ISBN 978-83-67201-43-8
- W. Mazurek, Główne problemy we współczesnej edukacji dla bezpieczeństwa. Podręcznik akademicki cz. I. Wyd. Attyka, Kraków 2018.
- W. Mazurek, Terroryzm i cyberterroryzm jako zagrożenie bezpieczeństwa państwa, Wyd. Attyka, Kraków 2018.
- W. Mazurek, Brudny terroryzm zagrożenia terrorystyczne w energetyce jądrowej, Wyd. WAM, Kraków 2017.
- W. Mazurek, Kuratela sądowa w kształtowaniu warunków bezpieczeństwa dzieci i młodzieży, Wyd. Naukowe Akademii Ignatianum w Krakowie, 2014.